# Église Saint-Julien de Trébons-de-Luchon
Pour les articles homonymes, voir Église Saint-Julien.
L'église Saint-Julien de Trébons-de-Luchon est une église catholique située à Trébons-de-Luchon, en France.
Elle fait l'objet d'une protection au titre des monuments historiques.

## Localisation

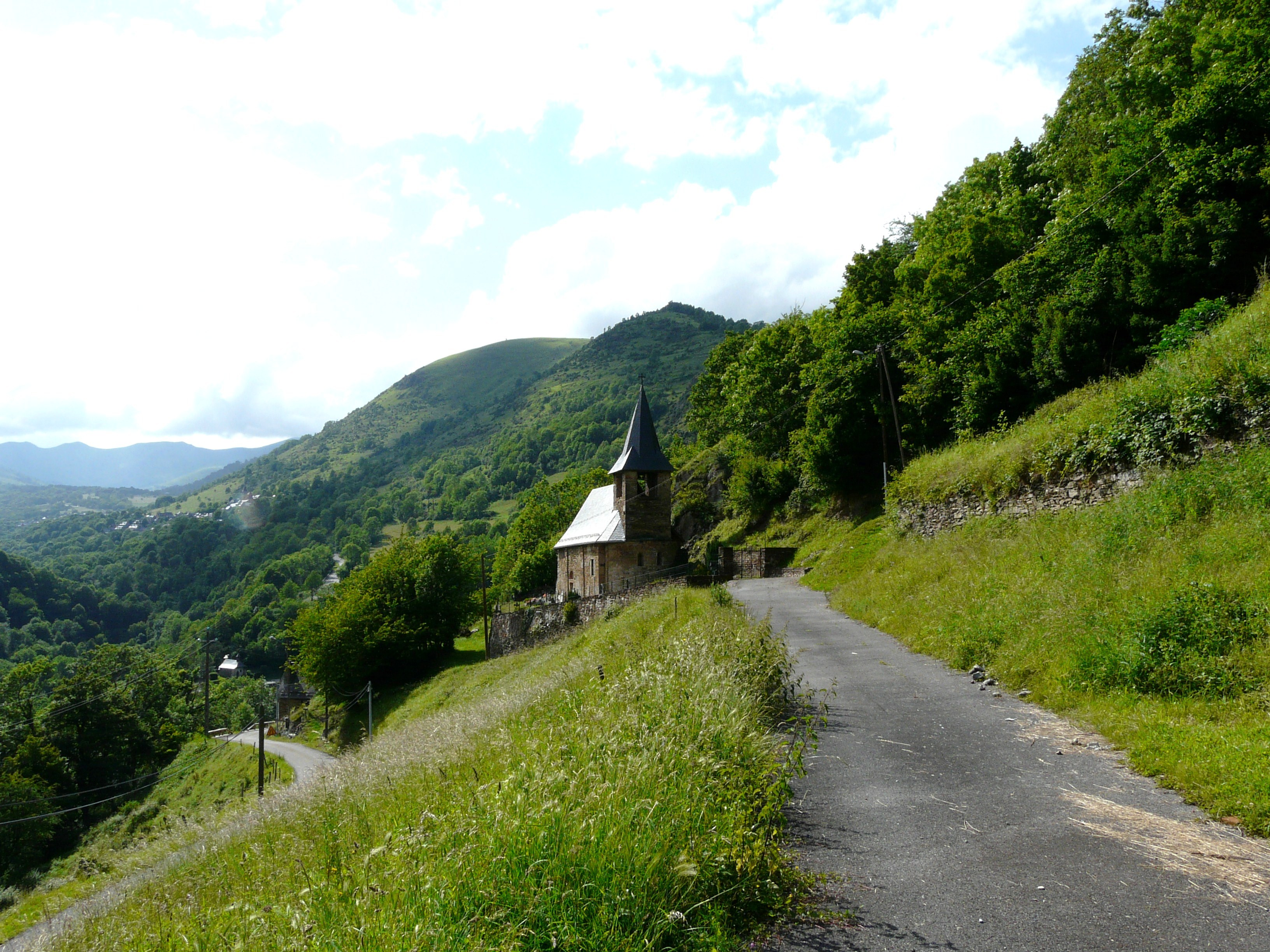
L'église se trouve à l'écart du village.

L'église est située dans le département français de la Haute-Garonne, isolée à une centaine de mètres au nord-ouest du village de Trébons-de-Luchon, en bordure de la route départementale 51a.

## Historique
L'église de style roman remonte aux XIe et XIIe siècles.
L'édifice est inscrit au titre des monuments historiques le 8 juin 1979.

## Architecture
L'église, édifiée en pierre de taille assemblée en appareil irrégulier, est un rectangle orienté est-ouest, prolongé au chevet par une abside semi-circulaire surmontée d'un clocher carré à flèche octogonale.
L'abside, percée de deux fenêtres, est décorée de bandes lombardes et d'une frise de dents d'engrenage.
La façade méridionale est percée d'une porte romane surmontée d'un linteau, d'un tympan non orné et d'une archivolte à double voussure.

## Galerie de photos

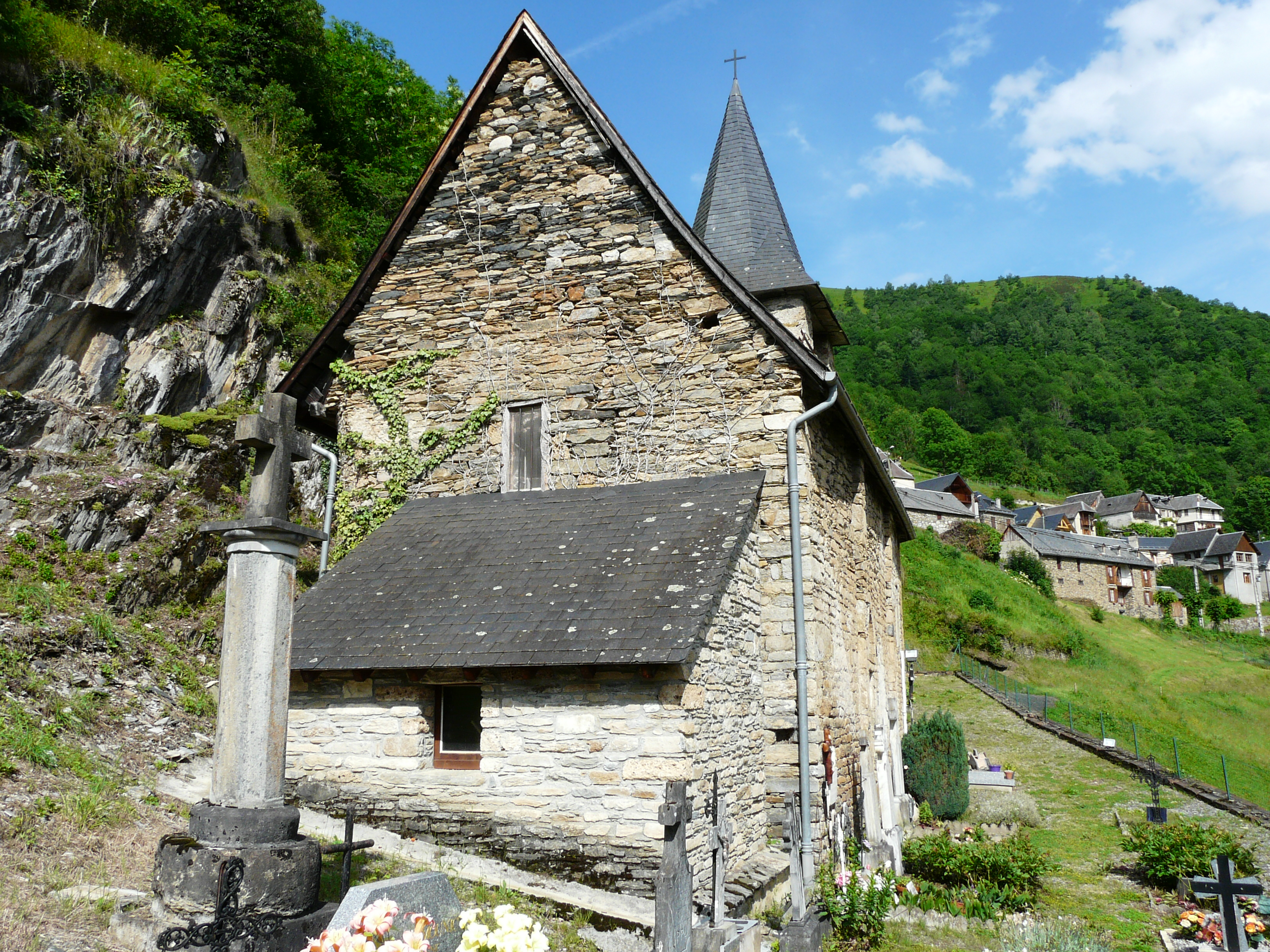
La sacristie et l'église, côté ouest
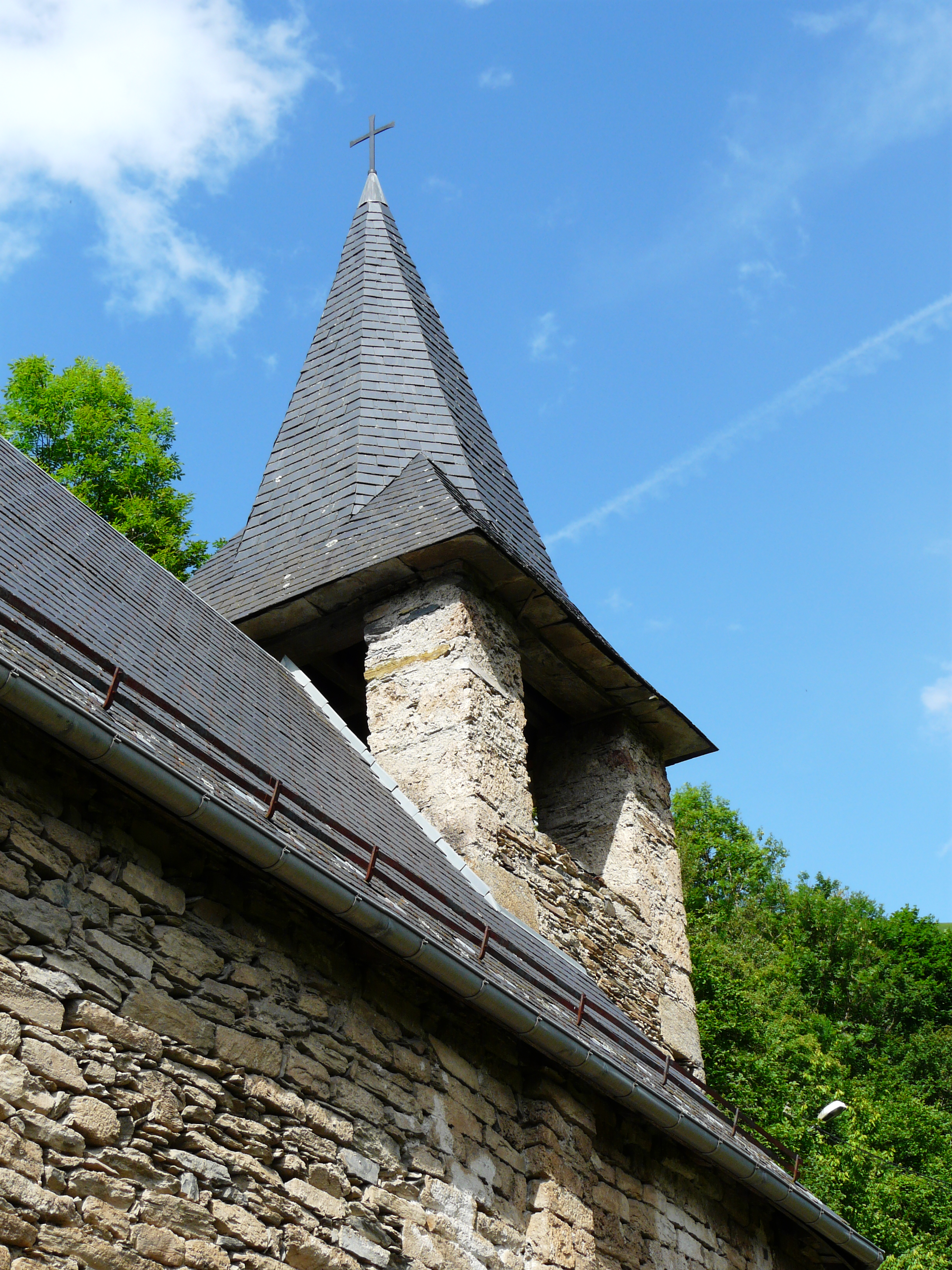
Le clocher
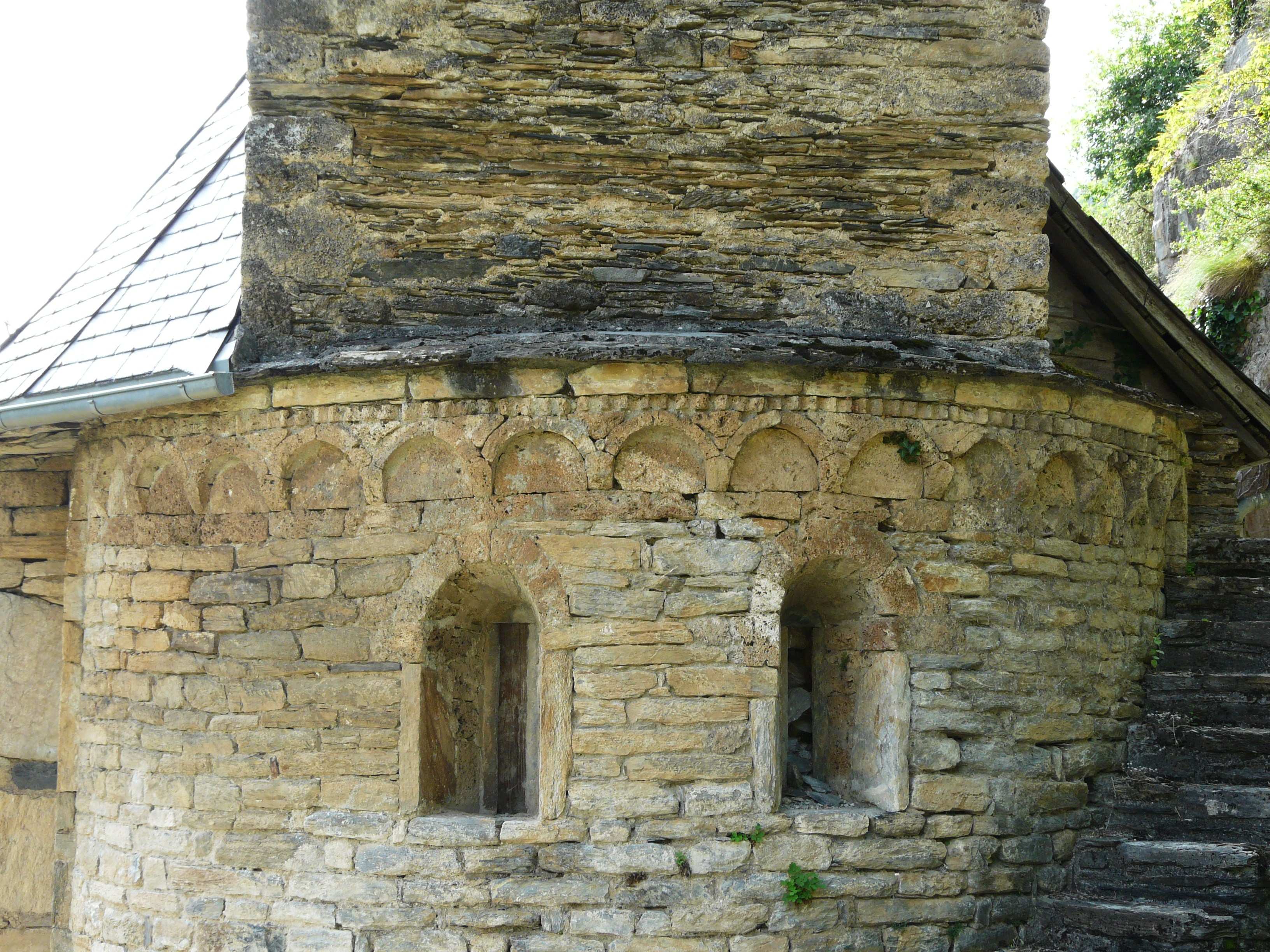
Le chevet
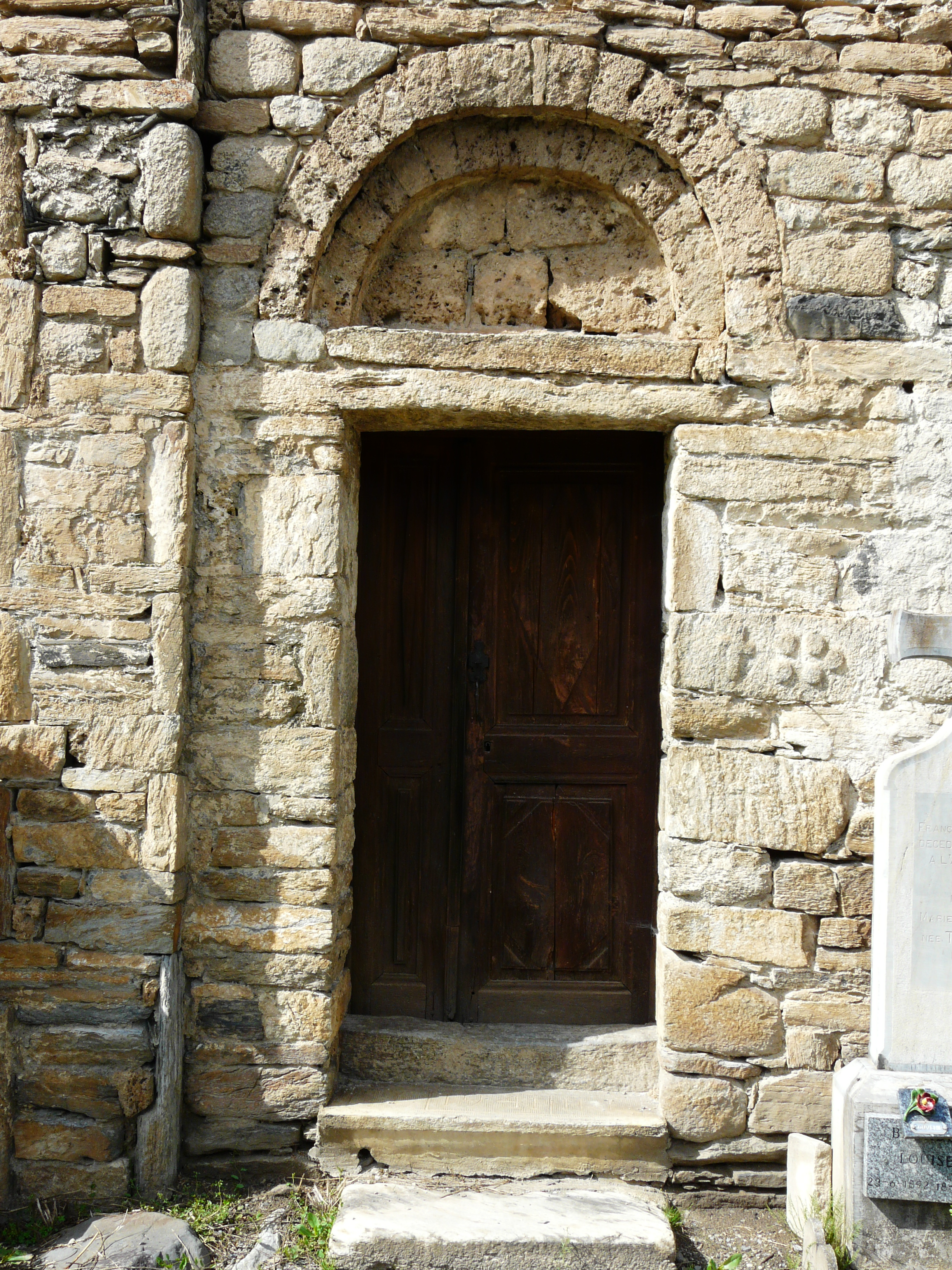
La porte surmontée d'un tympan non sculpté